# 陈国庆 (1963年)
陈国庆（1963年10月—），山西和順人，中华人民共和国政治人物、二级大检察官。法学博士，中共党员。曾任最高人民检察院党组成员、副检察长、检察委员会委员。1987年2月加入中国共产党，1991年7月参加工作。2024年9月13日，不再担任最高人民检察院副检察长、检察委员会委员职务。